# Метис сир Мер (Квебек)
Метис сир Мер (фр. Métis-sur-Mer) је град у Канади у покрајини Квебек. Према резултатима пописа 2011. у граду је живело 644 становника.

## Становништво
Према резултатима пописа становништва из 2011. у граду је живело 644 становника, што је за 6,6% више у односу на попис из 2006. када је регистровано 604 житеља.
| 2006. | 2011. |
| ----- | ----- |
| 604   | 644   |